# Чокмань
Чокмань, Чокмані (рум. Ciocmani) — село у повіті Селаж в Румунії. Входить до складу комуни Бебень.
Село розташоване на відстані 381 км на північний захід від Бухареста, 25 км на північний схід від Залеу, 59 км на північ від Клуж-Напоки.

## Населення
За даними перепису населення 2002 року у селі проживали 713 осіб.
Національний склад населення села:
| Національність | Кількість осіб | Відсоток |
| -------------- | -------------- | -------- |
| румуни         | 686            | 96,2%    |
| цигани         | 27             | 3,8%     |

Рідною мовою назвали:
| Мова      | Кількість осіб | Відсоток |
| --------- | -------------- | -------- |
| румунська | 690            | 96,8%    |
| циганська | 23             | 3,2%     |